# Ейвонія (Пенсільванія)
Ейвонія (англ. Avonia) — переписна місцевість (CDP) в США, в окрузі Ері штату Пенсільванія. Населення — 1217 осіб (2020).

## Географія
Ейвонія розташована за координатами 42°3′4″ пн. ш. 80°16′43″ зх. д. / 42.05111° пн. ш. 80.27861° зх. д. (42.050999, -80.278578).  За даними Бюро перепису населення США в 2010 році переписна місцевість мала площу 6,89 км², з яких 6,88 км² — суходіл та 0,01 км² — водойми.

## Демографія
Згідно з переписом 2010 року, у переписній місцевості мешкало 1205 осіб у 475 домогосподарствах у складі 361 родини. Густота населення становила 175 осіб/км².  Було 521 помешкання (76/км²).
Расовий склад населення:
| - 98,5 % — білих - 0,6 % — азіатів - 0,1 % — чорних або афроамериканців |

До двох чи більше рас належало 0,8 %. Частка іспаномовних становила 0,8 % від усіх жителів.
За віковим діапазоном населення розподілялося таким чином: 22,4 % — особи молодші 18 років, 60,8 % — особи у віці 18—64 років, 16,8 % — особи у віці 65 років та старші. Медіана віку мешканця становила 46,2 року. На 100 осіб жіночої статі у переписній місцевості припадало 105,3 чоловіків;  на 100 жінок у віці від 18 років та старших — 101,9 чоловіків також старших 18 років.
Середній дохід на одне домашнє господарство  становив 95 000 доларів США (медіана — 72 692), а середній дохід на одну сім'ю — 124 452 долари (медіана — 94 625). Медіана доходів становила 51 406 доларів для чоловіків та 45 179 доларів для жінок. За межею бідності перебувало 1,4 % осіб, у тому числі 0,0 % дітей у віці до 18 років та 0,0 % осіб у віці 65 років та старших.
Цивільне працевлаштоване населення становило 619 осіб. Основні галузі зайнятості: освіта, охорона здоров'я та соціальна допомога — 39,4 %, виробництво — 16,5 %, науковці, спеціалісти, менеджери — 10,3 %, роздрібна торгівля — 7,8 %.